# سودیمیا
سودیمیا (به صربی: Sudimlja) یک منطقهٔ مسکونی در صربستان است که در بروس واقع شده‌است. سودیمیا ۵۰ نفر جمعیت دارد.